# Bons Baisers de Pékin
Pour les articles homonymes, voir Bons baisers de....
Pour plus de détails, voir Fiche technique et Distribution.
Bons Baisers de Pékin (國產凌凌漆, Gwok chaan ling ling chat) est une comédie hongkongaise co-écrite et réalisée par Stephen Chow et Lee Lik-chi et sortie en 1994.
Elle totalise 37 523 850 HK$ de recettes à Hong Kong.

## Synopsis
À la suite du vol d'un crâne de dinosaure d'une très grande valeur, un agent secret est envoyé à sa recherche. Ce dernier est abattu par un homme mystérieux, vêtu d'une armure indestructible et armé d'un pistolet d'or. N'ayant plus d'agents disponibles, les Services Secrets sont désormais contraints de faire appel à Ling Ling Chat (Stephen Chow), un boucher qui avait été recalé aux tests…

## Fiche technique
- Titre : Bons Baisers de Pékin
- Titre original : Guo chan Ling Ling Qi (國產凌凌漆)
- Titre anglais : From Beijing with Love
- Réalisation : Stephen Chow et Lee Lik-chi
- Scénario : Stephen Chow, Roman Cheung, Vincent Kok et Lee Lik-chi
- Production : Charles Heung et Jimmy Heung
- Musique : William Woo
- Photographie : Lee Kin-Keung
- Montage : Inconnu
- Pays d'origine : Hong Kong
- Format : Couleurs - 1,85:1 - Stéréo - 35 mm
- Genre : Comédie, action et espionnage
- Durée : 84 minutes
- Date de sortie : 17 septembre 1994 (Hong Kong)

## Distribution
- Stephen Chow (VF : Damien Boisseau) : Ling Ling Chat
- Anita Yuen (VF : Déborah Perret) : Siu Kam
- Pauline Chan Bo-Lin : Une femme mystérieuse
- Cheng Cho : Le partenaire de la femme mystérieuse
- Law Kar-ying : Da Mansi
- Indra Leech : Garde
- Wong Kam-Kong (VF : Gabriel Le Doze) : Le commandant
- Yu Rongguang : Yee
- Sau-Ming Tsang (VF : Daniel Lafourcade) : Le chef des braqueurs

## Autour du film
- Ling Ling Chat est un homonyme cantonais pour « zéro zéro sept ».

## Récompenses
- Nomination au prix du meilleur acteur (Stephen Chow) et meilleur second rôle masculin (Law Kar-Ying), lors des Hong Kong Film Awards 1995.